# Messier 90
Messier 90 (znana również jako M90 i NGC 4569) – galaktyka spiralna w gwiazdozbiorze Panny. Odkrył ją Charles Messier 18 marca 1781 roku. Jest jedną z najjaśniejszych galaktyk Gromady galaktyk w Pannie. Należy do galaktyk Seyferta.

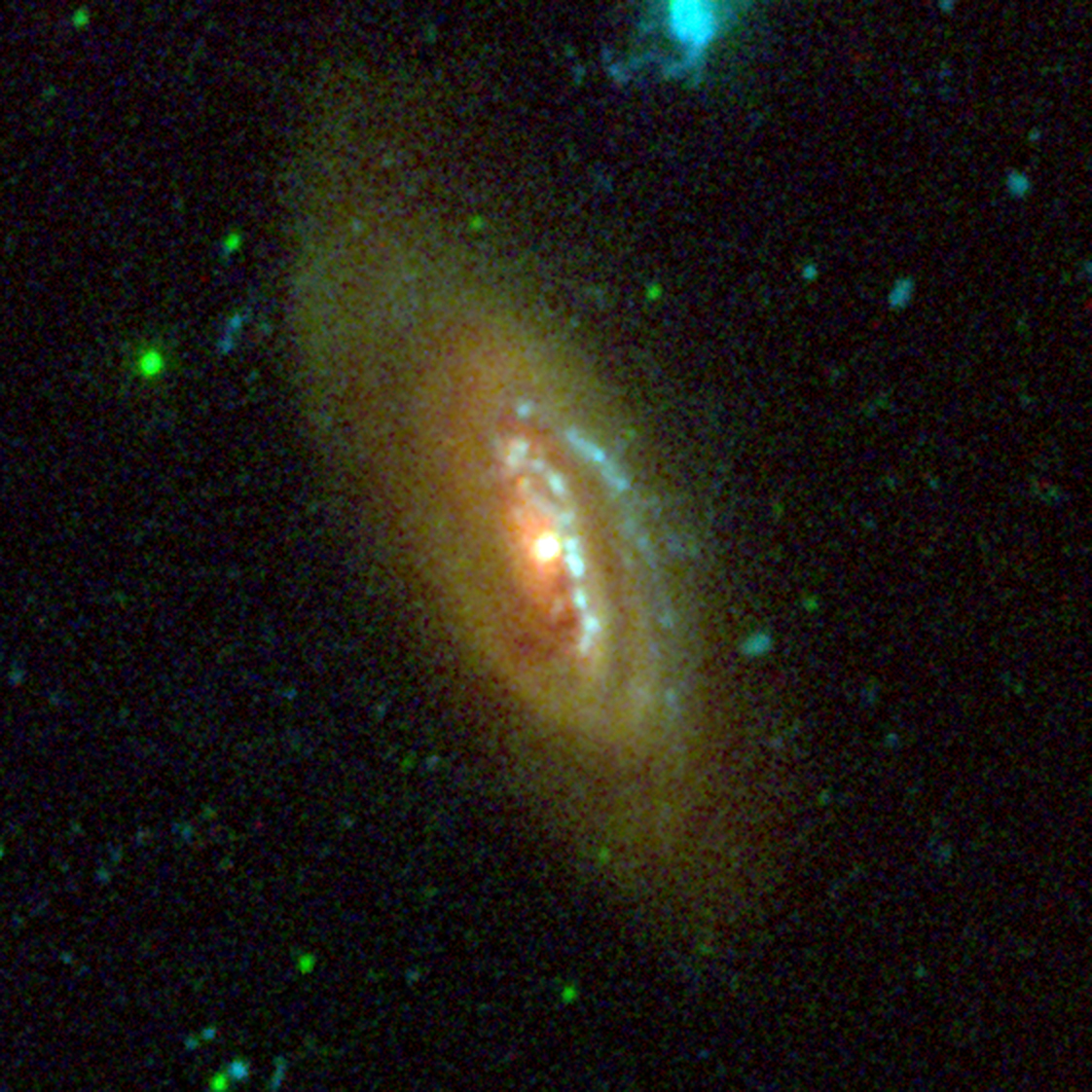
M90 w ultrafiolecie i świetle widzialnym

M90 jest oddalona o 60 milionów lat świetlnych od Ziemi. W przeciwieństwie do większości galaktyk jej światło jest przesunięte ku fioletowi, co oznacza, że galaktyka przesuwa się w kierunku Drogi Mlecznej.
M90 ma satelitę (IC 3583), który jest galaktyką nieregularną. Obie te galaktyki stanowią obiekt Arp 76 w Atlasie Osobliwych Galaktyk.